# Біловодська селищна рада
Білово́дська се́лищна ра́да — адміністративно-територіальна одиниця та орган місцевого самоврядування в Біловодському районі Луганської області. Адміністративний центр — селище міського типу Біловодськ.

## Загальні відомості
Біловодська селищна рада утворена в 1923 році.
- Територія ради: 138,47 км²
- Населення ради: 8192 особи (станом на 2015 рік)[1]
- Територією ради протікає річка Деркул

## Населені пункти
Селищній раді підпорядковані населені пункти:
- смт Біловодськ

## Склад ради
Рада складається з 26 (до 2015 — з 30 депутатів) та голови.
- Голова ради: Олєйніков Едуард Миколайович (самовисуванець)[2]

### Керівний склад попередніх скликань
| Прізвище, ім'я, по батькові | Основні відомості                                                        | Дата обрання | Дата звільнення |
| --------------------------- | ------------------------------------------------------------------------ | ------------ | --------------- |
| Чумак Віктор Петрович       | Селищний голова, 1952 року народження, освіта вища, член Партії регіонів | 26.03.2006   | 31.10.2010      |
| Чумак Віктор Петрович       | Селищний голова, 1952 року народження, освіта вища, член Партії регіонів | 31.10.2010   |                 |

Примітка: таблиця складена за даними сайту Верховної Ради України

### Депутати

#### Вибори 2015
За результатами місцевих виборів 2015 року депутатами ради стали 26 самовисуванців.

#### Вибори 2010
За результатами місцевих виборів 2010 року депутатами ради стали:

#### За суб'єктами висування
| Суб'єкт висування           | Кількість обраних депутатів | %    |
| --------------------------- | --------------------------- | ---- |
| Партія регіонів             | 23                          | 76,7 |
| Комуністична партія України | 4                           | 13,3 |
| Самовисування               | 2                           | 6,7  |
| Народна партія              | 1                           | 3,3  |

#### За округами
| № округу                    | Прізвище, ім'я, по батькові         | Дата визнання обраним | Освіта  | Партійна приналежність | Відомості про обраного депутата                                       |
| --------------------------- | ----------------------------------- | --------------------- | ------- | ---------------------- | --------------------------------------------------------------------- |
| Комуністична партія України |                                     |                       |         |                        |                                                                       |
| 14                          | Ременяка Тетяна Федорівна           | 02.11.2010            | середня | позапартійна           | Біловодська районна лікарня, медпрацівник                             |
| 17                          | Сич Іван Олександрович              | 02.11.2010            | вища    | позапартійний          | Біловодська гімназія, вчитель                                         |
| 29                          | Ільченко Іван Іванович              | 02.11.2010            | вища    | позапартійний          | пенсіонер                                                             |
| 30                          | Старікова Галина Володимирівна      | 02.11.2010            | середня | позапартійна           | Біловодська ЦРЛ, медичний працівник                                   |
| Народна Партія              |                                     |                       |         |                        |                                                                       |
| 7                           | Соловйов Олександр Васильович       | 02.11.2010            | вища    | позапартійний          | Біловодська гімназія, вчитель                                         |
| Партія регіонів             |                                     |                       |         |                        |                                                                       |
| 1                           | Литвиненко Микола Костянтинович     | 02.11.2010            | вища    | член Партії регіонів   | приватний підприємець                                                 |
| 3                           | Чередніченко Тетяна Володимирівна   | 02.11.2010            | вища    | позапартійна           | Біловодська школа мистецтв, викладач                                  |
| 4                           | Хоружа Неллі Георгіївна             | 02.11.2010            | вища    | член Партії регіонів   | пенсіонер                                                             |
| 5                           | Чумак Володимир Костянтинович       | 02.11.2010            | вища    | член Партії регіонів   | приватний підприємець                                                 |
| 6                           | Якуніна Світлана Миколаївна         | 02.11.2010            | вища    | член Партії регіонів   | Біловодська райдержадміністрація, головний спеціаліст                 |
| 8                           | Міхайлов Анатолій Валентинович      | 02.11.2010            | вища    | член Партії регіонів   | приватний підприємець                                                 |
| 9                           | Олєйніков Едуард Миколайович        | 02.11.2010            | вища    | член Партії регіонів   | Біловодська селищна рада, спеціаліст                                  |
| 10                          | Бондар Олександр Миколайович        | 02.11.2010            | вища    | член Партії регіонів   | Біловодська районна рада, завідувач відділу                           |
| 11                          | Бугальський Петро Мартинович        | 02.11.2010            | вища    | член Партії регіонів   | Біловодська районна лікарня, фельдшер швидкої допомоги                |
| 12                          | Добрицький Віталій Васильович       | 02.11.2010            | вища    | позапартійний          | Біловодська дільниця «Марківкаміжрайгаз», майстер                     |
| 13                          | Чаплигіна Ніна Іванівна             | 02.11.2010            | вища    | позапартійна           | приватний підприємець                                                 |
| 15                          | Сєнков Володимир Вікторович         | 02.11.2010            | вища    | позапартійний          | Біловодський район електромереж, головний інженер                     |
| 16                          | Пісклова Олена Григорівна           | 02.11.2010            | вища    | член Партії регіонів   | Біловодська селищна рада, секретар                                    |
| 18                          | Лядовський Юрій Олексійович         | 02.11.2010            | вища    | позапартійний          | Біловодська гімназія, вчитель                                         |
| 19                          | Фільчук Олександр Олександрович     | 02.11.2010            | вища    | член Партії регіонів   | Біловодська дільниця «Марківкаміжрайгаз», майстер                     |
| 21                          | Буреш Роман Павлович                | 02.11.2010            | середня | позапартійний          | приватний підприємець                                                 |
| 22                          | Харьківський В'ячеслав Анатолійович | 02.11.2010            | середня | член Партії регіонів   | приватний підприємець                                                 |
| 23                          | Войцеховський Георгій Олександрович | 02.11.2010            | вища    | член Партії регіонів   | ВАТ «Біловодська ПМК 146», директор                                   |
| 24                          | Оберемок Володимир Олексійович      | 02.11.2010            | вища    | позапартійний          | Біловодська дільниця «Марківкаміжрайгаз», начальник                   |
| 25                          | Самардак Тетяна Василівна           | 02.11.2010            | вища    | член Партії регіонів   | пенсіонер                                                             |
| 26                          | Українська Алла Василівна           | 02.11.2010            | вища    | член Партії регіонів   | Біловодський дошкільний навчальний заклад № 3, завідувачка            |
| 27                          | Діденко Віталій Андрійович          | 02.11.2010            | вища    | позапартійний          | Біловодське районне управління пенсійного фонду, заступник начальника |
| 28                          | Несторенко Тетяна Федосіївна        | 02.11.2010            | вища    | член Партії регіонів   | Біловодський комбінат громадського харчування, директор               |
| Самовисування               |                                     |                       |         |                        |                                                                       |
| 2                           | Кучеров Віктор Анатолійович         | 02.11.2010            | вища    | позапартійний          | приватний підприємець                                                 |
| 20                          | Погорєлов Леонід Іванович           | 02.11.2010            | вища    | позапартійний          | приватний підприємець                                                 |